# Craig Foster (calciatore)
Craig Andrew Foster (Lismore, 15 aprile 1969) è un ex calciatore, allenatore di calcio e personaggio televisivo australiano.
Al momento conduce un programma televisivo in Australia sulla Special Broadcasting Service (SBS) e allena il Nerds.

## Carriera

### Nazionale
Ha collezionato 29 presenze con la propria Nazionale.

## Palmarès

### Giocatore

#### Nazionale
- Coppa d'Oceania: 2

1996, 2000

#### Individuale
- Capocannoniere della Coppa d'Oceania: 1

2000 (5 gol)